# Dom Kultury 13 Muz
Dom Kultury 13 Muz (początkowo Klub Literacko-Artystyczny, później Dom Kultury Środowisk Twórczych Klub „13 Muz”) – szczeciński klub zorganizowany w 1946 r. w celu pobudzania ruchu kulturotwórczego na Pomorzu Zachodnim; miejsce wieczorów autorskich, wystaw, spotkań dyskusyjnych i innych wydarzeń kulturalnych. Patronem klubu jest jeden z jego założycieli, Konstanty Ildefons Gałczyński. Obecnie działa jako samorządowa instytucja kultury pod nazwą Dom Kultury „13muz”.

## Historia

### Klub Literacko-Artystyczny (1946–1948)

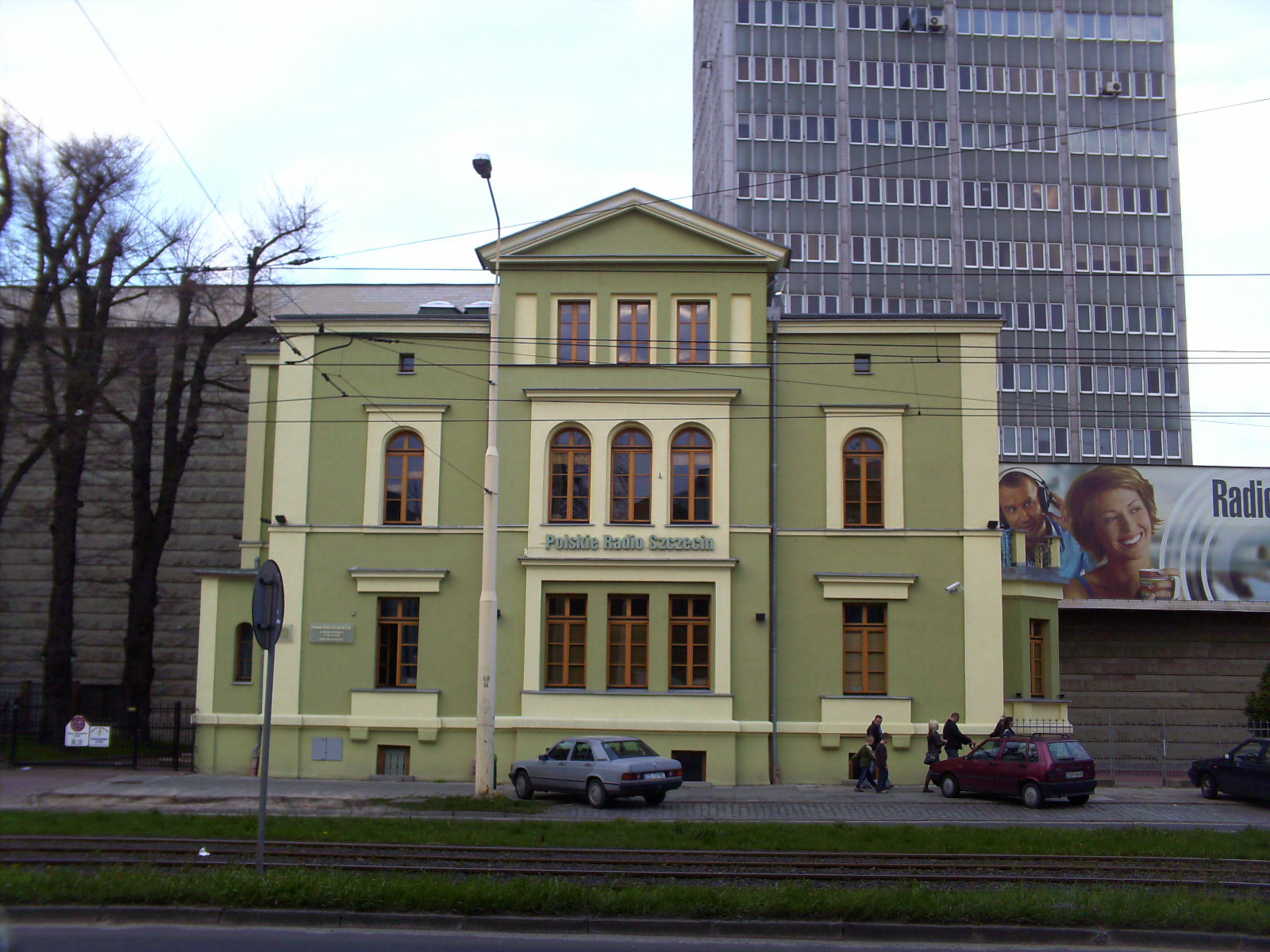
Była siedziba Klubu Literacko-Artystycznego (al. Wojska Polskiego 73; budynek Polskiego Radia Szczecin

Klub powstał, gdy od daty ostatecznego uregulowania sprawy przynależności Szczecina do Polski w czasie konferencji poczdamskiej (lipiec/sierpień 1945) minął niecały rok. W tym okresie wzrastała liczba polskiej ludności powojennego miasta. Pojawiła się potrzeba stworzenia miejsca spotkań dyskusyjnych środowiska literacko-artystycznego oraz naukowego. Wśród twórców klubu – otwartego w siedzibie Polskiego Radia Szczecin przy al. Wojska Polskiego 73 – wymieniani są przede wszystkim Tymoteusz Karpowicz (poeta, dramaturg, wówczas redaktor PR Szczecin), Walerian Lachnitt (publicysta, krytyk literacki i teatralny), Stanisław Telega (pisarz i poeta, wówczas pracownik PR i wizytator bibliotek). Już w marcu 1946 r. odbyło się tu spotkanie z udziałem  Marii Bonieckiej, Witolda Wirpszy, Władysława Broniewskiego, Gustawa Morcinka, Franciszka Gila, Jana Papugi. Za datę utworzenia Klubu uważa się 6 maja 1946 r. Jego pierwszym prezesem został S. Czapelski, zasłużony również jako inicjator założenia Teatru Polskiego. Na spotkania byli zapraszani goście z innych miast Polski, m.in. Julian Przyboś, Jerzy Zawieyski. Wydarzeniem na skalę Polski był wieczór autorski Tadeusza Borowskiego (1948) oraz spotkanie nt. „Sąd nad «Przeprowadzką»” Karola Rostworowskiego. Lewicowi publicyści krytykowali klub za egalitaryzm i przedwojenne metody pracy.

### Konstanty Ildefons Gałczyński i „13 Muz” (1948–1951)

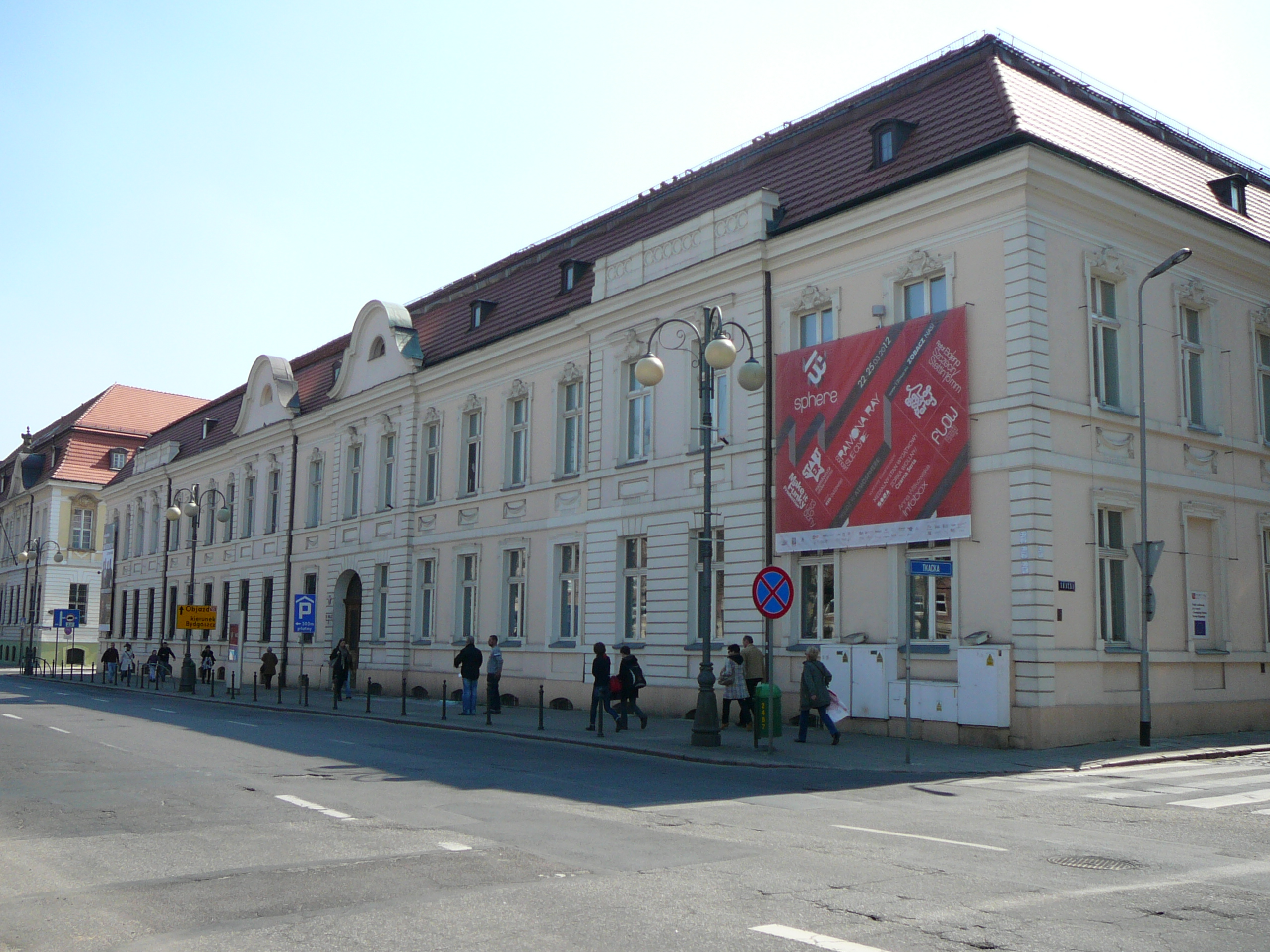
Siedziba Klubu 13 Muz Pałac pod Głowami (pl. Żołnierza Polskiego 2)

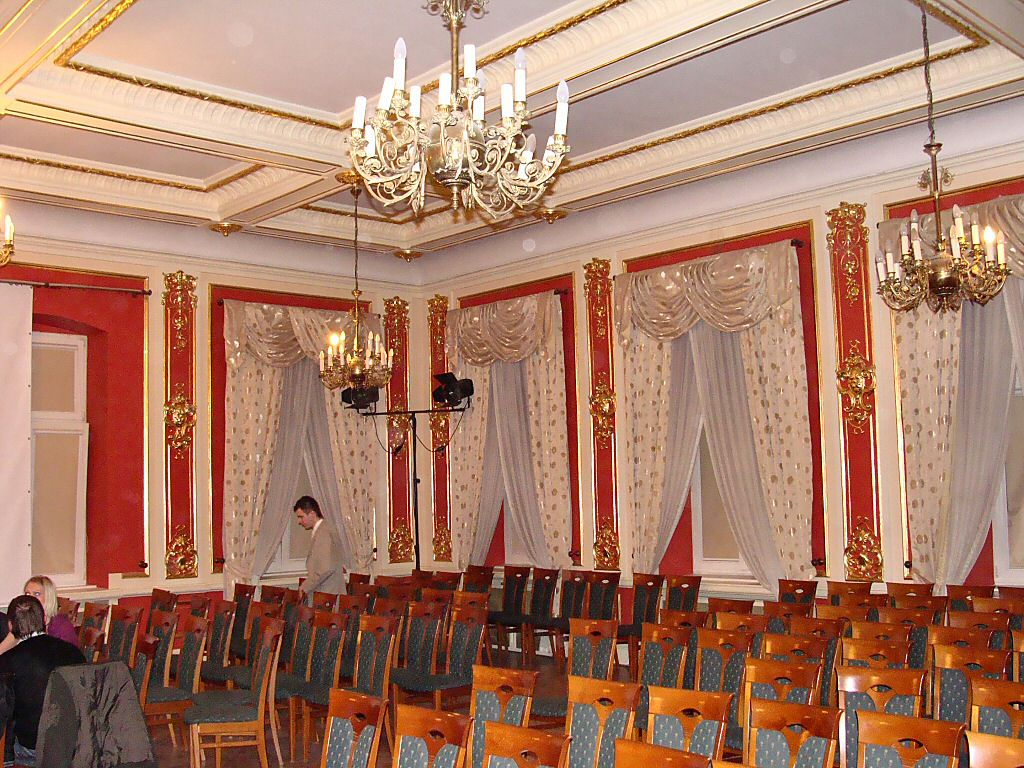
Sala Kominkowa im. Heleny Kurcyuszowej

W roku 1947 Leonard Borkowicz – pierwszy wojewoda szczeciński i „przyjaciel poetów” (określenie Gałczyńskiego) – skierował do różnych oddziałów Związku Zawodowego Literatów Polskich apel – zaproszenie do Szczecina; przyjezdnym oferował mieszkania w dzielnicach willowych i pracę w lokalnej rozgłośni Polskiego Radia lub redakcjach czasopism – „Szczecin” i „Głos Ludu”. Konstanty Ildefons Gałczyński otrzymał zaproszenie na wieczór autorski, który odbył się 13 grudnia 1947 r. Spotkał tu mieszkającego na Pogodnie swojego przyjaciela, Stanisława Czernego – poetę i malarza, z którym w obozie Altengrabow (XI A) współorganizował jeniecki teatrzyk. Został serdecznie przyjęty przez wojewodę, który przedstawił mu swoją wizję rozwoju miasta. Pod urokiem miasta, „gdzie wiosną kwitnie tyle magnolii”, zdecydował się opuścić Kraków. Po przeniesieniu się do Szczecina – do willi przy ul. Marii Skłodowskiej-Curie 17 (również na Pogodnie) – napisał:

Tutaj mój port, tu słońce mam na czole

I dom, i sad, i kota – nie do wiary!

Natalia na werandzie. Kira w szkole.

A babci wchodzą sny pod okulary.

Namawiał również znajomych do podjęcia podobnych decyzji mówiąc, że w żadnym innym mieście po śmierci nie niosą ulicą Ku Słońcu.
W Szczecinie włączył się do działalności Klubu Literacko-Artystycznego. W maju 1948 r. klub otrzymał nową siedzibę w Pałacu pod Głowami, w sąsiedztwie szczecińskiego oddziału Muzeum Narodowego. Działalność w nowym miejscu rozpoczął pod nazwą Dom Kultury „Klub 13 Muz” Związków i Stowarzyszeń Twórczych. Brakuje źródeł, pozwalających jednoznacznie zinterpretować nazwę „13 Muz” i potwierdzić autorstwo Gałczyńskiego. Pierwszymi zarządzającymi „Klubem 13 Muz” byli Jerzy Andrzejewski i Henryk Boehlke (malarz). Działalność w latach 1948–1949 była bardzo intensywna. Wydarzeniem roku 1949 był m.in. wieczór autorski Czesława Miłosza (przy al. Wojska Polskiego). Prowadzono tam też gorące polemiki, dotyczące kształtu i roli literatury, m.in. socrealizmu – tematów poruszanych na IV Zjeździe Związku Literatów Polskich (Szczecin, 1949). Udział Gałczyńskiego w tych pracach szybko uniemożliwiła choroba – ciężki zawał serca, którego leczenie wymagało wyjazdu do Warszawy. Wejście w życie zasad socrealizmu sprawiło, że w roku 1949 ze Szczecina musiał wyjechać również – po złożeniu samokrytyki – dotychczasowy przyjaciel i mecenas klubu, wojewoda Leonard Borkowicz. Wkrótce wyjechało też wielu twórców. W roku 1951 działalność klubu została zawieszona (na wniosek Jerzego Andrzejewskiego).

### „13 Muz” w latach 1956–1985
Ponowne ożywienie działalności klubu nastąpiło w okresie odwilży październikowej (1956). Prezesem została Helena Kurcyusz – inżynier architekt, a równocześnie poetka i malarka. Od lutego 1957 organizowano liczne wystawy (w tym wystawy nagrodzonych projektów architektonicznych) oraz wieczory muzyczno-wokalne, teatralne, poetyckie, literackie. W „13 Muzach” gościli  m.in. Stefan Kisielewski, Jerzy Waldorff, Jarosław Iwaszkiewicz, Kazimiera Iłłakowiczówna, Magdalena Samozwaniec. W roku 1958 powstał „Teatr Propozycji”, a następnie „Teatr Małych Form” oraz „Teatr 13 Muz”, który działał do 1979 r.
W roku 1964 rozpoczęto organizowanie regularnych imprez poświęconych poezji Gałczyńskiego (patrona klubu), które z biegiem lat przekształciły się, kolejno, w ogólnopolski festiwal „Biesiady poetyckie” (na którym recytowano też wiersze innych poetów) i „Szczeciński Tydzień Teatralny” (w tym – „Ogólnopolski Przegląd Teatrów Małych Form”).
W pierwszej połowie lat 80. rozwój klubu zakłócił podjęty wówczas kilkuletni remont budynku i dezintegracja ZASP. Klub zlikwidowano w roku 1985, a po dwóch latach uruchomiono w zmienionej strukturze, jako dom kultury, podlegający Wydziałowi Edukacji i Kultury Urzędu Miejskiego.

## Współczesność
Prowadzący współczesny Dom Kultury „13muz” przedstawiają się na jego stronie internetowej:

Jesteśmy młodym i elastycznym zespołem, który bardzo szeroko i nowocześnie pojmuje zadanie rozpowszechniania kultury. Stanowimy kolektyw, który swoją postawą daje przykład jak niekonwencjonalnie można rozpropagować sztukę nowoczesną i kulturę wysoką za pomocą intrygującej przestrzeni oraz zjawisk masowych. Łącząc obie sfery naszym ostatecznym celem jest nieodgradzanie się od odbiorców, lecz wychodzenie naprzeciw ich oczekiwaniom. […] Łącząc interdyscyplinarność naszych przedsięwzięć z otwartością na nowe wyzwania staramy się zachować jasną i unikatową tożsamość.

Jednym z wyrazów nowoczesnego podejścia jest zmiana logo klubu. Znany od wielu lat stylizowany pegaz, stojący na nogach z rzymskiej trzynastki (proj. plastyk-plakacista Leszek Żebrowski), zastąpiono prostym logotypem, wyłonionym w drodze plebiscytu.
Prowadzący „13muz” zachowują pamięć o historii klubu. We wrześniu 2006 r. zorganizowano np. uroczystość 50. urodzin. W sali Kominkowej odbyły się np. (wśród wielu innych):
- koncert kameralny w wykonaniu Edmunda Piotrowskiego – bas i Franciszka Gajba – fortepian,
- prezentacja materiałów dotyczących „13muz” zachowanych w archiwum TVP w Szczecinie,
- nocny koncert jazzowy w wykonaniu Marka Kazany – saksofony i Ryszarda Wilka – perkusja,
- wieczór poetycki przy muzycznym akompaniamencie klarnecisty i akordeonisty,
- spektakl inspirowany słuchowiskiem Stanisława Grochowiaka „Z głębokiej otchłani wołam”  (Teatr Propozycji – Teatr Karton – „De profundis clamo”).

W roku 2011 sali Kominkowej uroczyście nadano imię Heleny Kurcyusz. Od tej uroczystości rozpoczęto finałową galę „Westivalu” 2011, zorganizowanego pod bliskim patronce sali hasłem „Zaprojektujmy razem miasto” (wystawy, prezentacje, pokazy filmowe i dyskusje nt. architektury i gospodarowania przestrzenią publiczną w Szczecinie).